# Montory
Montory település Franciaországban, Pyrénées-Atlantiques megyében. Lakosainak száma 314 fő (2022. január 1.). Montory Barcus, Haux, Laguinge-Restoue, Lanne-en-Barétous és Tardets-Sorholus községekkel határos.

## Népesség
A település népességének változása:
| Lakosok száma | 305  | 297  | 313  | 306  | 310  | 309  | 311  | 309  | 314  |
|               | 2013 | 2015 | 2016 | 2017 | 2018 | 2019 | 2020 | 2021 | 2022 |